# Голубицкое (Донецкая область)
Голубицкое (укр. Голубицьке) — село на Украине, находится в Волновахском районе Донецкой области.
Код КОАТУУ — 1421582403. Население по переписи 2001 года составляет 378 человек. Почтовый индекс — 85766. Телефонный код — 6244.

## Адрес местного совета
85765, Донецкая область, Волновахский р-н, с. Златоустовка, ул. Ленина, 50